# Sabina Ddumba
Sabina Ddumba (Stoccolma, 23 febbraio 1994) è una cantautrice svedese.
Diventata nota al pubblico dopo aver partecipato a X Factor Svezia nel 2012, nella sua carriera ha pubblicato 1 album e 1 EP.

## Biografia e carriera
Nata a Stoccolma da madre ugandese, Ddumba è cresciuta ascoltando ninna nanne e canzoni tradizionali ugandesi. Quando aveva soli 8 anni, sua madre è ritornata in Uganda. All'età di 10 anni ha iniziato a scrivere canzoni, mentre a 14 è entrata a far parte del Tensta Gospel Choir, in cui ha militato per 6 anni. Nel 2012, l'artista prende parte come concorrente al programma televisivo X Factor Svezia e pubblica il suo primo brano, The Golden Child in collaborazione con Adam Kanyama.
Nel 2013 prende parte ai background vocals del brano Walking On Air di Katy Perry insieme al resto del Tensta Gospel Choir. Nel 2014 pubblica il suo singolo di debutto Scarred for Life, per poi firmare nei mesi successivi un contratto discografico con Warner Music. Nel 2015 pubblica i singoli Effortless e Not Too Young, che ottengono un maggior successo commerciale. Sempre nel 2015 si esibisce nelle principali manifestazioni musicali svedesi come i Grammis. Nel 2016 pubblica i singoli Time e Did It For The Fame, per poi rilasciare il suo album di debutto Homeward Bound. L'album raggiunge la decima posizione nella classifica svedese.
Nel 2017 pubblica l'EP Så mycket bättre 2017 – Tolkningarna, progetto musicale relativo alla sua partecipazione all'omonimo programma televisivo. Nel 2018 pubblica il singolo Small World, a cui fanno seguito svariati altri brani nel corso del 2019. Sempre nel 2019 collabora con i Lukas Graham in una versione live del brano Love Someone.

## Stile e influenze
Ddumba ha dichiarato di aver tratto ispirazione per la sua produzione sia dalla musica ugandese ascoltata da bambina che dall'hip hop e l'R&B degli anni '90. L'artista afferma inoltre di essere stata influenzata anche dalla musica gospel, a cui si è avvicinata grazie alla religiosità della sua famiglia.

## Discografia

### Album
- 2016 – Homeward Bound
- 2021 – The Forgotten Ones

### EP
- 2017 – Så mycket bättre 2017 – Tolkningarna

### Singoli
- 2014 – Scarred for Life
- 2015 – Effortless
- 2015 – Not Too Young
- 2016 – Time
- 2016 – Did It for Fame
- 2017 – Vågorna
- 2017 – It's Been Hurting All the Way with You, Joanna
- 2017 – Manboy
- 2017 – Varför är kärleken röd
- 2018 – Small World
- 2019 – Blow My Mind (feat. Mr. Eazi)
- 2019 – Conversation (feat. Kojo Funds)
- 2019 – Forgotten Ones